# Lynn Woolsey
Lynn C. Woolsey (Seattle, 3 de novembro de 1937) é uma educadora americana, de Petaluma no condado de Sonoma, na Califórnia. Ela é membro do Partido Democrata e um representante desde 1993, representando o 6 º distrito da Califórnia no Congresso. Ela ganhou a atenção quando se tornou o primeiro representante para pedir a retirada das tropas do Iraque.